# Rambla de Morales
La rambla de Morales es una rambla de España de la cuenca mediterránea andaluza, que discurre en su totalidad por el territorio del sureste de la provincia de Almería.

## Curso
Nace en el término municipal de Níjar y desemboca en el término municipal de Almería en la playa del Charco. En su desembocadura existe un humedal conocido popularmente como El Charco. Junto al río Alías, es el principal cauce del parque natural de Cabo de Gata-Níjar, además de todas las que nacen al sur de Sierra Alhamilla.

## Cuenca
Debido a su inmensa cuenca, es habitual que se produzcan inundaciones en su cauce, que normalmente inunda las explotaciones agrícolas que hay en la ribera, provocando enormes daños económicos y materiales. Debido a que gran parte de su cauce transcurre entre explotaciones agrícolas, la rambla sufre de una elevada tasa de contaminación por acumulación de residuos, de los cuales el 86% son derivados de la agricultura intensiva, plásticos, envases de fitosanitarios, etc.

## Fuente
- Este artículo es una obra derivada de «Rambla de Morales» por editores de Almeriapedia, disponible bajo la licencia GNU Free Documentation License.

- Datos: Q23983212
- Multimedia: Rambla de Morales / Q23983212